# 美里町 (埼玉縣)
美里町（日语：／ Misato machi */?）是日本埼玉縣西北部的町，人口約1万2千人。

## 地理
- 山：陣見山、鐘撞堂山、堂前山、諏訪山
- 河川：小山川、志戸川、天神川
- 湖沼：圓良田湖、小茂田池

## 交通

### 鐵路
東日本旅客鐵道
- 八高線：松久站

## 历史
近現代
- 1889年4月1日 - 那珂郡廣木村、駒衣村、中里村、古郡村、甘粕村、木部村合併為松久村。那珂郡白石鄉、猪俣村、圓良田村合併為大澤村。兒玉郡阿那志村、根木村、沼上村、關村、下兒玉村、南十條村、北十條村、小茂田村合併為東兒玉村。
- 1896年3月29日 - 廢除那珂郡併入兒玉郡。
- 1954年5月 - 舉行3村合併協議會
- 1954年10月1日 - 兒玉郡東兒玉村、松久村、大澤村合併成美里村。
- 1957年4月1日 - 大字廣木的部份地區被併入兒玉町。